# Hängselkjol

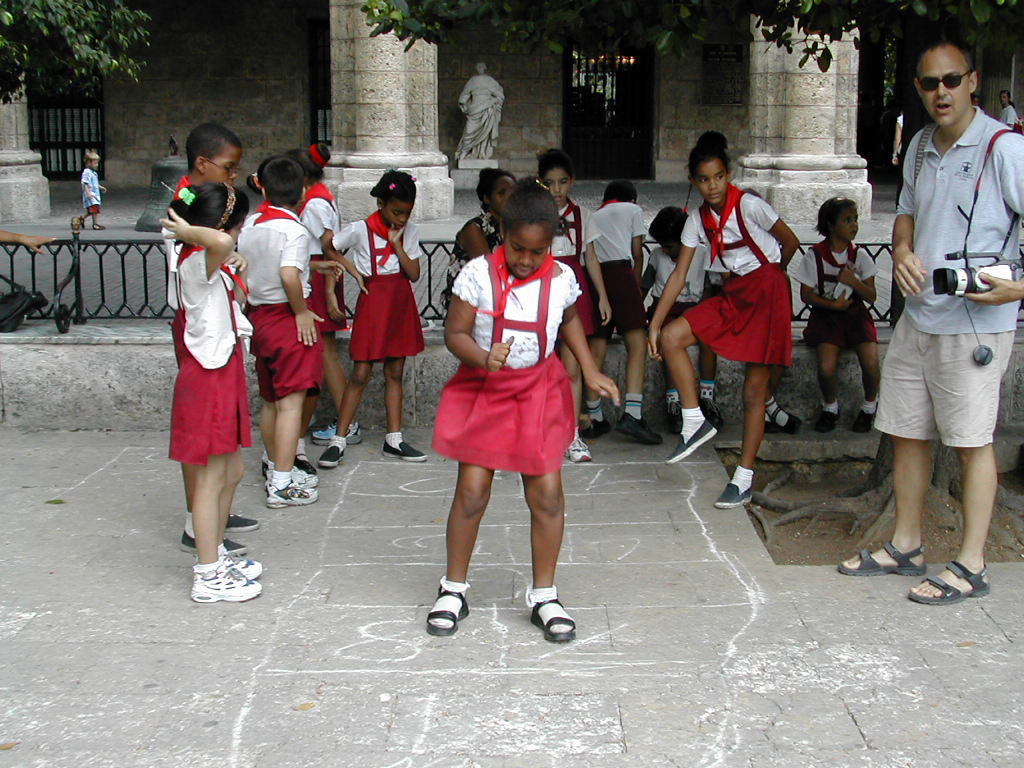
Flickor klädda i hängselkjolar.

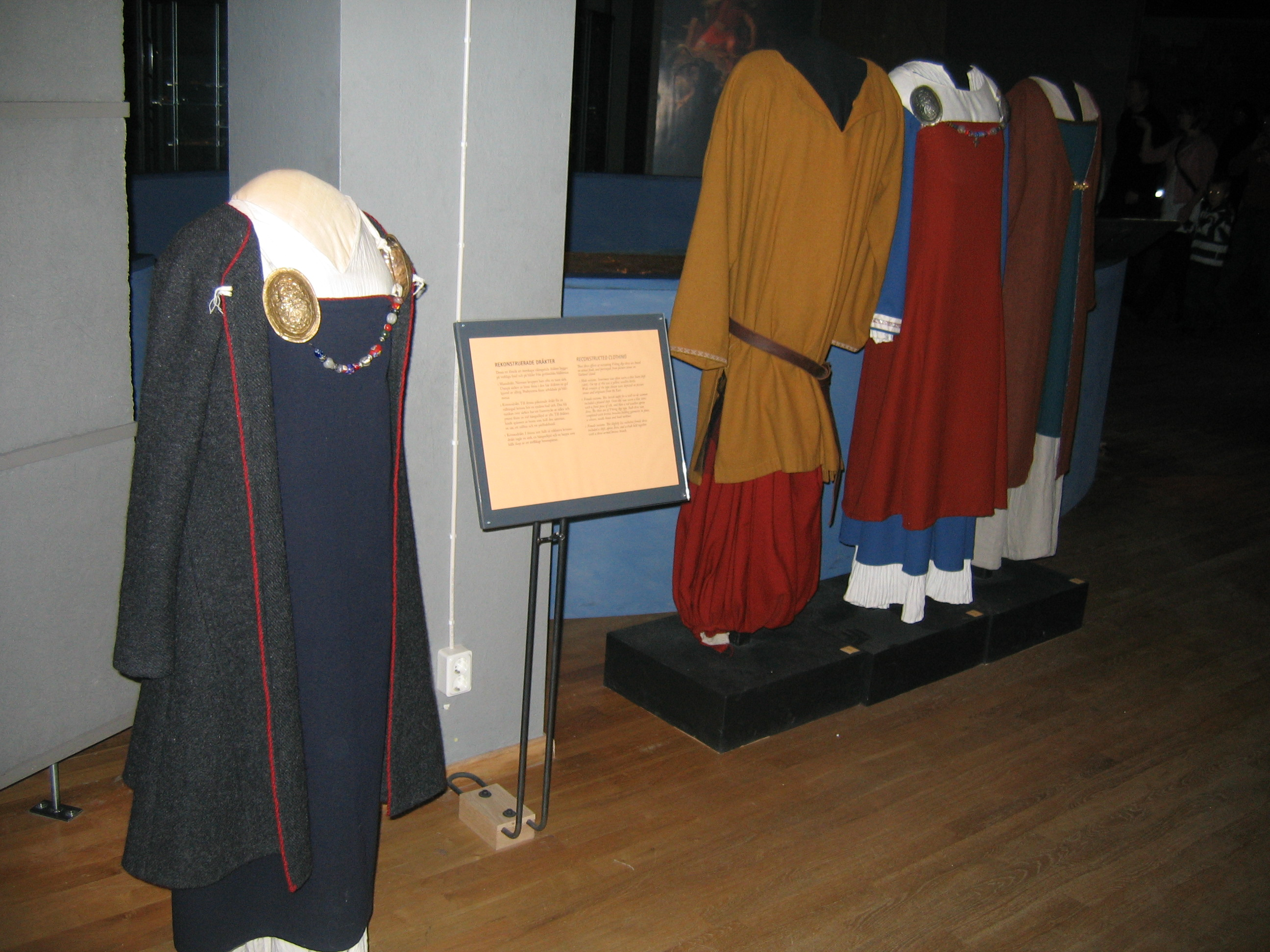
Rekonstruktioner av vikingatida kläder på ett museum. Till vänster en mörkblå hängselkjol under en något mörkare kappa. Till höger skymtar ytterligare två hängselkjolar; en röd och en blågrön.

Hängselkjol är en kjol med tillhörande hängslen. Kjolens hängslen kan ha den praktiska funktionen att hålla kjolen på plats men kan även vara dekorativa.
En hängselkjol skiljer sig från en hängselklänning genom att det senare plagget även har en överdel bestående av bröstlapp eller liknande.

## Vikingatiden
Under vikingatiden i Norden bar kvinnor ett plagg som brukar kallas hängselkjol eller hängselklänning. Den anses ha utvecklats ur antikens peplos. Hängselkjolens utseende har länge varit föremål för debatt i forskarkretsar. Det finns inga bevarade hängselkjolar utan endast små textila fragment. I tidigare forskning beskrevs hängselkjolen som öppen i sidorna, men numera anser de flesta forskare att den endera var hopsydd eller att fram och bakstycken med god marginal överlappade varandra. Det har också framförts teorier om att hängselkjolen inte tillhörde kvinnornas vardagskläder utan var att betrakta som festplagg. 
Den vikingatida hängselkjolen tillverkades av linne eller ylle och bars utanpå en särk tillsammans med parspännen; på det svenska fastlandet oftast i form av ovala spännbucklor.